# Iris missouriensis
Iris du Missouri
Espèce
Statut de conservation UICN

LC : Préoccupation mineure
Iris missouriensis, l’Iris du Missouri, est une espèce de plantes à fleurs de la famille des Iridaceae et du genre Iris, que l’on trouve à l’ouest de l’Amérique du Nord.

## Habitat
La fleur est présente jusqu’à des altitudes élevées en montagne tout comme près des côtes. En Californie, on la considère comme une plante invasive car elle se répand fortement dans les près dévoués au bétail alors qu’elle n’est pas appréciée de celui-ci. Les Amérindiens (Païutes, Shoshones) se servaient d’ailleurs de la plante pour se faire vomir ou consommaient même la racine contre le mal de dents.

## Description
Ses fleurs ont une coloration mauve à bleu-mauve. Certains pétales sont blanchâtres et sont recouverts de sortes de nervures mauves.

## Systématique
L'espèce est décrite par Thomas Nuttall, en 1834, qui la classe dans le genre Iris sous le nom binominal Iris missouriensis.
Ce taxon porte en français le noms vernaculaire ou normalisé « Iris du Missouri ».
Iris missouriensis a pour synonymes :
- Dielsiris arizonica (Dykes) M.B.Crespo, Mart.-Azorín & Mavrodiev
- Dielsiris missouriensis (Nutt.) M.B.Crespo, Mart.-Azorín & Mavrodiev
- Dielsiris pariensis (S.L.Welsh) M.B.Crespo, Mart.-Azorín & Mavrodiev
- Dielsiris pelogonus (Goodd.) M.B.Crespo, Mart.-Azorín & Mavrodiev
- Iris arizonica Dykes
- Iris haematophylla var. valametica Herb.
- Iris haematophylla var. valametica Herb. ex Hook.
- Iris longipetala var. montana Baker
- Iris missouriensis Baker
- Iris missouriensis f. alba H.St.John
- Iris missouriensis f. angustispatha R.C.Foster
- Iris missouriensis var. albiflora Cockerell
- Iris missouriensis var. arizonica (Dykes) R.C.Foster
- Iris missouriensis var. pelogonus (Goodd.) R.C.Foster
- Iris missuriensis M.Martens
- Iris montana Nutt.
- Iris montana Nutt. ex Dykes
- Iris pariensis S.L.Welsh
- Iris pelogonus Goodd.
- Iris tolmieana Herb.
- Limniris missouriensis (Nutt.) Rodion.